# Ben M'Sick

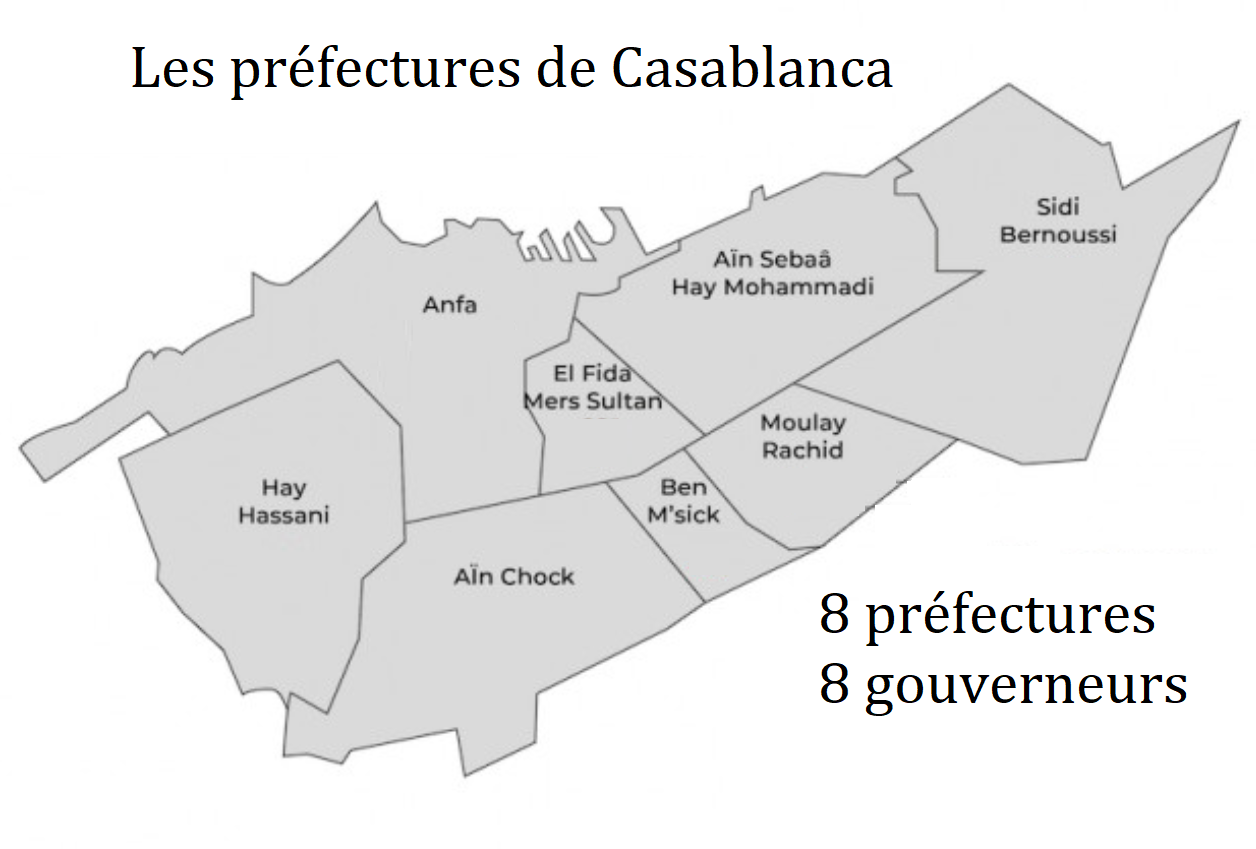
Mapa de los barrios de Casablanca

Ben M'Sick o Ben Msik (en árabe: بن مسيك‎) es un barrio del sur de Casablanca, en la región de Marruecos llamada Gran Casablanca. El barrio cubre un área de 10.27 kilómetros cuadrados y en 2004 tenía 285,879 habitantes.

## Subdivisiones
El barrio se divide en dos distritos:
- Ben M'Sick (distrito)
- Sbata